# 溴磺酸
溴磺酸是一种无机酸，化学式为HBrO3S。它可由三氧化硫与溴化氢在液态二氧化硫中反应制得，化学性质不稳定，低温下就会分解成溴、二氧化硫和硫酸。